# Millvina Dean
Elizabeth Gladys Dean (Devon, 2 de febrero de 1912-Hampshire, 31 de mayo de 2009), más conocida como Millvina Dean, fue la última superviviente del hundimiento del RMS Titanic. También era la más joven de los pasajeros a bordo de dicho transatlántico, ya que tenía apenas dos meses y trece días de edad en el momento que embarcó junto a su familia. En aquel entonces, viajaba con su hermano mayor y sus padres, que habían vendido todas sus posesiones en Inglaterra y querían abrir una tienda de tabaco en Kansas. Sin embargo, el padre de Dean murió en el naufragio y el resto de la familia regresó a su tierra natal.
Recibió una educación financiada por organizaciones de caridad para los supervivientes de la catástrofe y se desempeñó en diversas profesiones: empleada en una empresa mecánica, asistente en una tienda de tabaco, secretaria y cartógrafa durante la II Guerra Mundial.
En la década de 1980, el número de supervivientes comenzó a disminuir y la atención de la prensa pública se centró cada vez más en Dean, que participó en muchos eventos relacionados con el Titanic como la apertura de museos, exposiciones y convenciones de la Sociedad Histórica del Titanic. Apareció en varios documentales televisivos y también recibió una gran cantidad de cartas en relación con ciertos temas tales como la exploración del pecio del transatlántico o la recuperación de objetos pertenecientes al mismo.
En 2008, los problemas de salud y las dificultades económicas la obligaron a desprenderse de ciertos objetos de gran valor sentimental. También recibió importantes donaciones de James Cameron, Leonardo DiCaprio y Kate Winslet —director y demás actores de la película Titanic—. Falleció el 31 de mayo de 2009 a la edad de 97 años.

## Biografía

### Familia

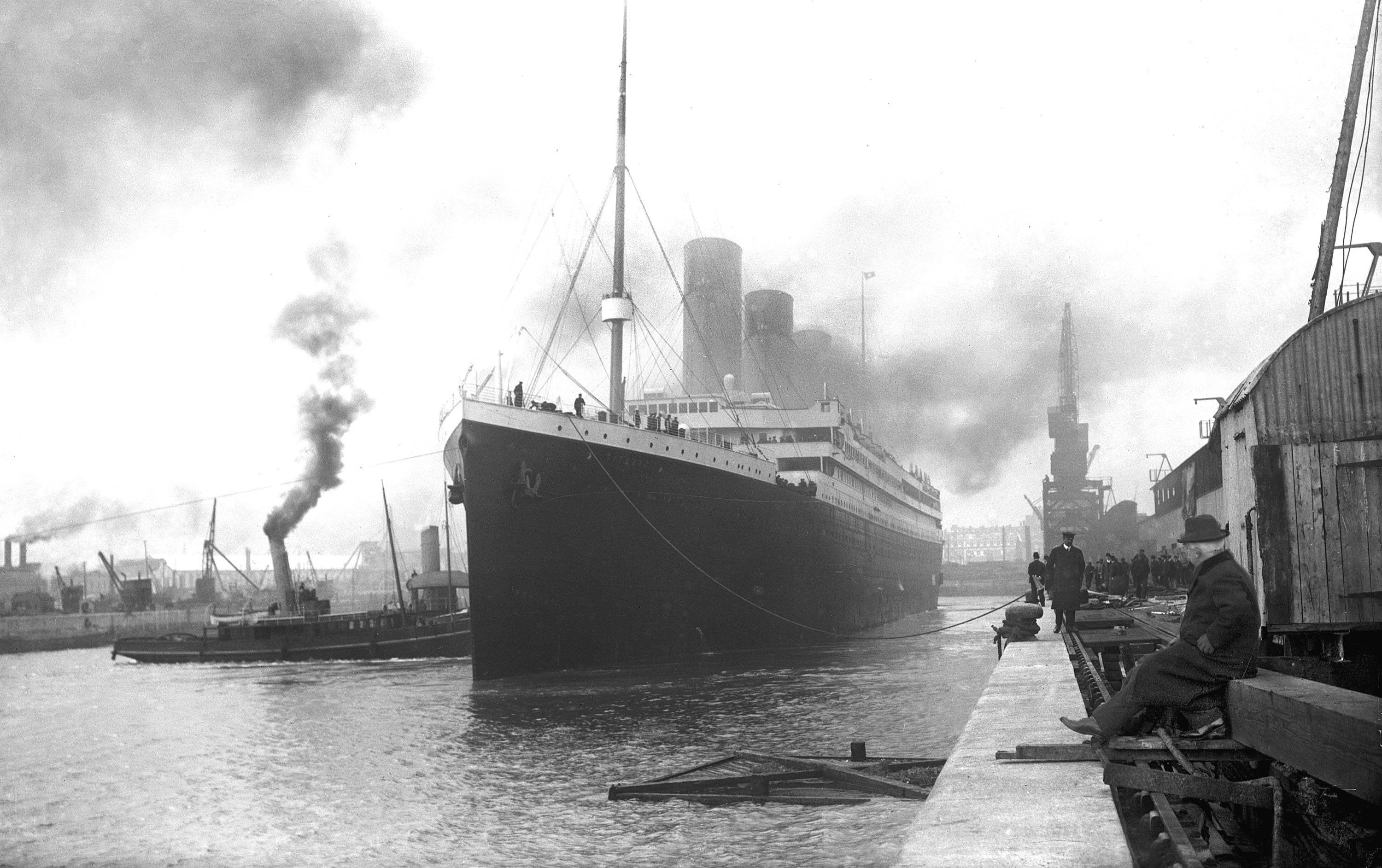
El RMS Titanic en el muelle de Southampton, poco antes de zarpar.

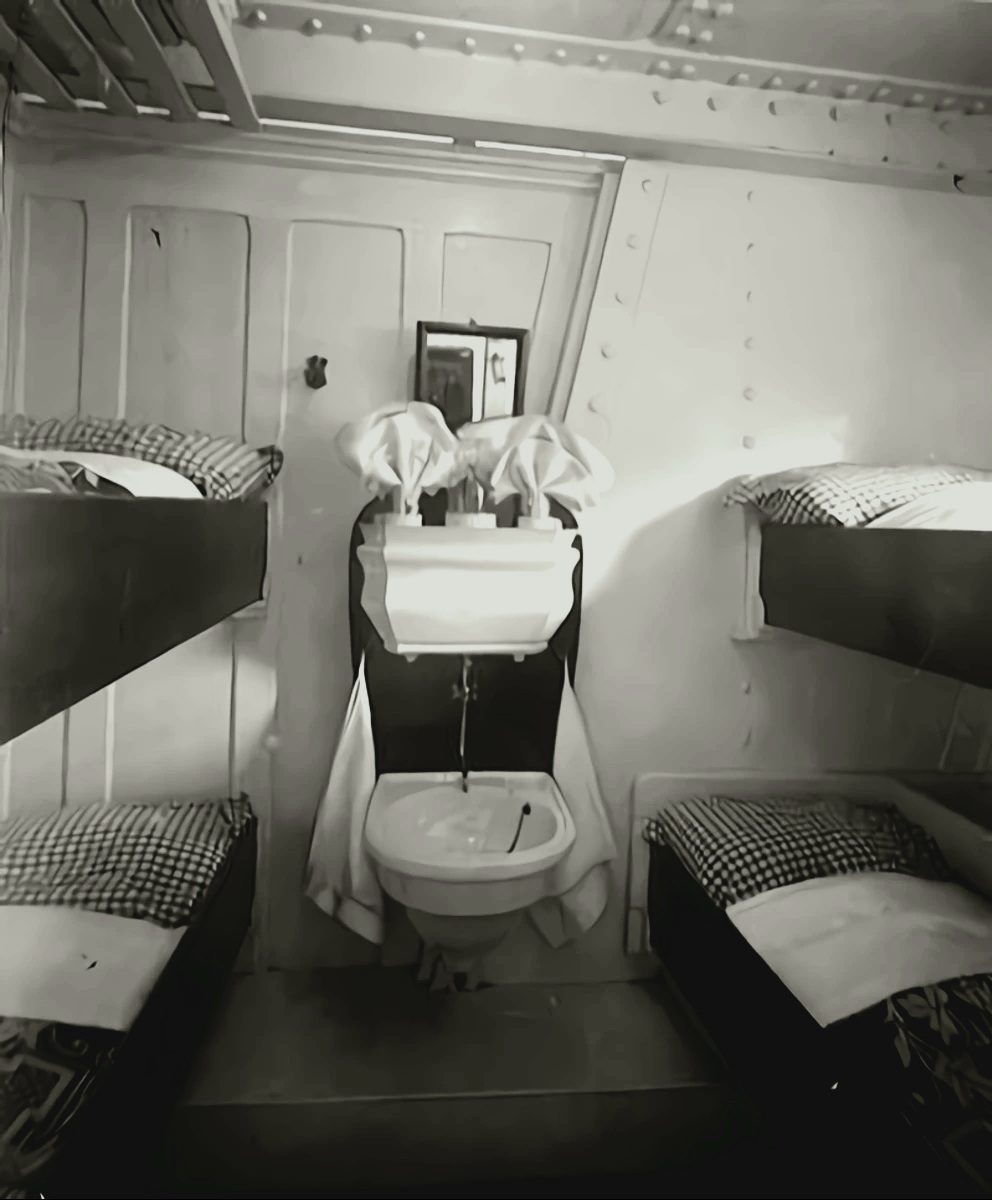
Camarote de tercera clase del RMS Olympic, buque hermano del Titanic. Los Dean ocuparon un camarote de diseño similar.

Millvina Dean nació en Culverwell House en Branscombe, en la costa sur de Devon, Inglaterra, el 2 de febrero de 1912 y fue bautizada en la iglesia de Santa María de Copythorne, en Hampshire. Fue la hija de Bertram Frank Dean (1886-1912) y Georgette Eva Light (1879-1975). También tuvo un hermano mayor, Bertram Vere Dean, nacido el 21 de mayo de 1910. El padre de Millvina Dean, Bertram Dean, nació y creció en Branscombe, y se mudó en su adultez a Londres, donde se casó con Georgette, apodada «Ettie»; la pareja fue propietaria y regentó un bar público en Londres durante varios años.

### A bordo del Titanic
Por esa época, la familia tenía planes de emigrar para instaurar una tienda de tabaco en Wichita, Kansas, donde tenían una casa y a gran parte de sus familiares. Bertram vendió el pub y compró un boleto de tercera clase para su familia, pero antes de dejar el Reino Unido, los Dean visitaron Branscombe para despedirse de su familia, y mientras estaban ahí, Ettie Dean dio a luz a Millvina. Los Dean originalmente tenían previsto viajar en otro barco de la White Star Line —probablemente el RMS Adriatic—, pero una prolongada huelga de mineros de carbón originó la detención forzada de muchos navíos en el puerto de Southampton para permitir la salida del RMS Titanic. La gran mayoría de los pasajeros varados fueron trasladados al nuevo barco. Este fue el caso de la familia Dean.
El 10 de abril de 1912 por el mediodía, el Titanic inició su viaje inaugural. La familia Dean abordó y ocupó una cabina de tercera clase en el centro del barco que estaba reservada a las familias. Aquel lugar ofrecía confortabilidad, y poseía camas y un lavabo. Millvina era la pasajera más joven a bordo con apenas dos meses de edad.
El 14 de abril por la noche, específicamente a las 23.40 h, Bertram Frank Dean sintió las vibraciones producidas por el choque entre el Titanic y el iceberg. Después de investigar lo sucedido, regresó a su cabina para decirle a su esposa que vistiera a sus hijos y subiera a la cubierta lo más rápido posible. Ella y sus dos hijos abordaron el bote salvavidas número 10 y fueron los primeros pasajeros de tercera clase en escapar del hundimiento. Sin embargo, esta visión puede ser errónea ya que otros testimonios evocaron la desaparición pasajera del hermano de Millvina encontrado más tarde a bordo del RMS Carpathia. Es igualmente posible que los Dean hubieran embarcado en el bote n.º 13 o en el plegable «C», que partieron más tarde por la noche. De su viaje en el bote, Eva Dean recordaba a un hombre japonés (Masabumi Hosono) que, para consternación de todas las mujeres que dejaron a sus maridos a bordo, consiguió embarcar, y de una mujer que se lamentaba de haber perdido su colcha. No obstante, la hipótesis de la lancha n.º 10 es la que sigue siendo la más plausible en vista de los diferentes testimonios e informes, por lo que los Dean habrían sido salvados por el Carpathia hacia las seis de la mañana. Como todos los niños que lograron salvarse, Millvina fue subida a bordo en un saco de tela. Su padre murió durante el hundimiento y sus restos jamás fueron recuperados o al menos identificados.

### Regreso a Inglaterra

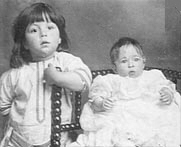
Bertram y Millvina Dean (derecha), c. 1912 o 1913.

En un primer momento la madre de Dean quería retornar a Kansas para satisfacer el deseo de su marido de llevar una nueva vida en Estados Unidos. Sin embargo, viuda y con dos pequeños hijos a su cargo, pasó unos días en el Hospital de San Lucas de Nueva York —ciudad en la que unos neoyorquinos, al notar que habían perdido todas sus prendas, le ofrecieron una maleta que Millvina conservaría hasta 2008, cuando la vendió— y decidió regresar a Inglaterra en el RMS Adriatic luego de que la White Star Line le diera un pasaje de regreso para ella y sus hijos. A bordo del mismo, Millvina atrajo una considerable atención, la cual fue descrita por el Daily Mirror en su edición del 12 de mayo de 1912:

[Ella] Era la niña mimada de la embarcación durante la travesía y había tanta rivalidad entre las mujeres para mimar al encantador pedacito de humanidad, que uno de los oficiales decretó que las pasajeras de primera y segunda clase tenían que hacer turnos de un máximo de 10 minutos para tenerla en brazos.

### Educación y carrera
De vuelta a Inglaterra, Millvina y su hermano fueron criados por su madre, y concurrieron a la Escuela de Gregg con la ayuda de fondos otorgados por varias organizaciones caritativas para los sobrevivientes del Titanic. Millvina no se enteró de que estuvo presente en el Titanic hasta la edad de ocho años, momento en que su madre consideró contraer matrimonio de nuevo. Su hermano, mucho tiempo después, estuvo particularmente interesado en el naufragio y mientras se desempeñaba en un astillero naval, se encontró con el conductor de este, George Beauchamp, también superviviente del naufragio del Titanic (además del hundimiento del Lusitania), con quien mantuvo una prolongada amistad. Bertram, que era de oficio carpintero, participó en actividades relativas al desastre hasta poco antes de su muerte, acaecida el 14 de abril de 1992, fecha en la que se cumplían casualmente 80 años de la tragedia.
Millvina llevó a cabo diversas ocupaciones a lo largo de toda su vida. Fue cartógrafa para el gobierno británico durante la Segunda Guerra Mundial y estuvo a cargo de las compras de una empresa mecánica en Southampton, como así también fue secretaria e incursionó como asistenta de una tienda de tabaco. Dean, sin embargo, nunca contrajo matrimonio ni tuvo hijos. Se jubiló en 1972 y su madre murió el 16 de septiembre de 1975 a los 96 años.

### Vida posterior
No fue hasta que Dean cumplió setenta años que comenzó a involucrarse en eventos relacionados con el Titanic. Con el paso del tiempo, Dean se convirtió en una de las últimas supervivientes del hundimiento del Titanic y comenzó a despertar cada vez más el interés de la prensa pública. Ella misma declaró en una entrevista al New York Times para justificar la renovada atención: «Al encontrar el pecio, me encontraron a mí». Cuando se estrenó la película Titanic de James Cameron en 1997, aún quedaban cinco sobrevivientes de los 706 registrados luego del hundimiento. Fue invitada al estreno de la película, pero rechazó la invitación como así también la de Ghosts of the Abyss (2003) alegando que le resultó doloroso ver el filme A Night to Remember (1958), que también relataba la historia del naufragio, y que se marcharía en cuanto empezaran las escenas del hundimiento. Participó en varios documentales sobre la tragedia, como Titanic: The Legend Lives On y Beyond Titanic, y estuvo presente en muchas celebraciones, convenciones, exposiciones y entrevistas radiales y televisivas. En 1997, fue invitada junto con varios miembros de la Sociedad Histórica del Titanic a repetir el trayecto del barco a bordo del Queen Elizabeth 2 para luego continuar por Wichita y, de esa forma, poder completar el viaje que había iniciado 85 años antes y nunca había podido concluir. Visitó la casa que poseía su tío, donde su familia se iba a establecer, y varios de los descendientes de su tío la conocieron por primera vez. En 1998, viajó a Estados Unidos para participar en una convención en Springfield y otra en Montreal al año siguiente.
Como consecuencia de su posición sobre ciertos temas sensibles, fue entrevistada en múltiples ocasiones. Las expediciones subacuáticas a los restos, de hecho, tuvieron fervientes detractores, como la superviviente Eva Hart, que las consideró como «profanadoras de tumbas». Dean no compartía esas ideas y asistió a una exposición de objetos recuperados en 1994. Sin embargo, se negó a viajar a bordo de una expedición en barco en 1996. Dean se explicó así: «Si me acordase de mi padre, me opondría fuertemente a esa idea [de recuperar objetos]. Eva Hart se oponía. Ella recordaba a su padre». Por otro lado, fue muy crítica de ciertos eventos. Cuando un empresario organizó planes para construir una réplica del Titanic, Dean comentó que era una falta de respeto a las víctimas y añadió: «Parece que todo el mundo está tratando de hacer dinero con el Titanic». En diciembre de 2007, se opuso a un episodio de Doctor Who titulado Un crucero alrededor de la Tierra, que trata sobre una nave espacial, de diseño exterior semejante al Titanic, que choca contra la Tierra. Dean lo consideró una falta de consideración a las víctimas ya que fue una tragedia que desgarró a muchas familias. Hablando desde su hogar de ancianos, dijo: «El Titanic fue una tragedia que destrozó a tantas familias. Perdí a mi padre y él yace en ese naufragio. Creo que es una falta de respeto hacer entretenimiento de una tragedia así». Un portavoz del programa admitió que se realizó sin ánimo de ofender y que la nave espacial se llamaba Titanic, pero no era un barco.

### Últimos años
En 2006, fue invitada para la conmemoración del 94.º aniversario del hundimiento del Titanic, pero una fractura de cadera le impidió asistir. En cambio, apareció en el informe especial del canal History, Titanic's Final Moments: Missing Pieces.

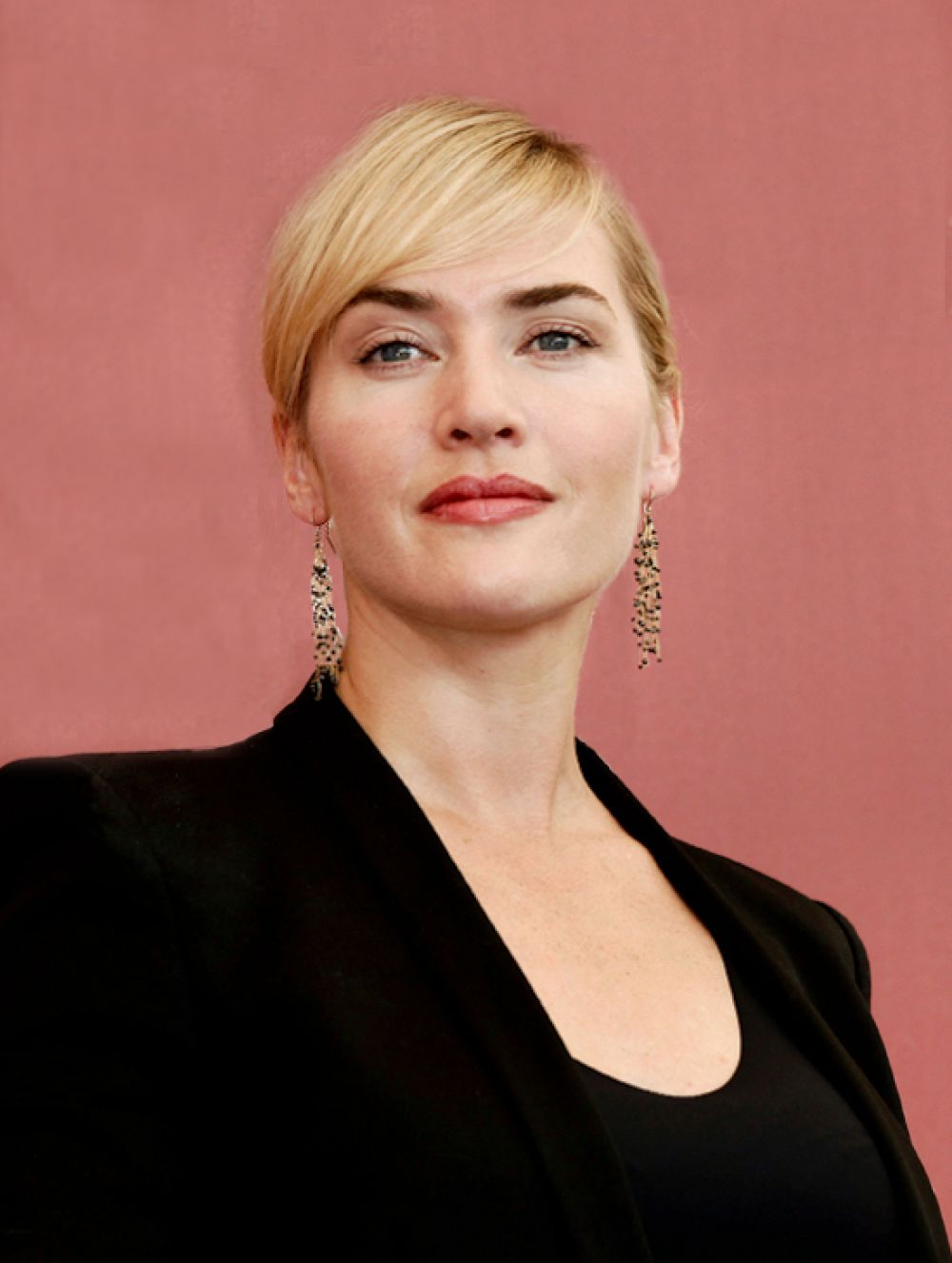
Kate Winslet (foto), Leonardo DiCaprio y James Cameron, protagonistas y director del filme Titanic, aportaron dinero a Dean para que superase algunas dificultades financieras.

El 16 de octubre de 2007, murió Barbara West, por lo que Millvina Dean se convirtió en la última superviviente del Titanic. En abril de 2008, fue invitada a dar un discurso en el marco del 96.º aniversario de la tragedia, pero su delicada salud como consecuencia de una infección respiratoria le impidió concurrir de nuevo.
En octubre de 2008, aquejada por problemas de salud, se vio obligada a vender varias de sus pertenencias y recuerdos relacionados con el Titanic para poder mantener su atención médica cuyo coste había ascendido a 3000 libras esterlinas mensuales. Entre esos objetos se hallaban una carta que el Fondo de Ayuda del Titanic había enviado a su madre, documentos del trasatlántico y la maleta de ropa que unos neoyorquinos le habían ofrecido a su familia cuando arribaron al puerto tras la tragedia. La recaudación de la venta —32 000 libras esterlinas— fue diez veces más grande de lo que se esperaba. Paralelamente, la Sociedad Histórica del Titanic realizó una oferta de artículos con la esperanza de ayudar a Dean.
En febrero de 2009, anunció que vendería varios objetos más para pagar los crecientes gastos de su residencia de ancianos. En mayo de ese año, ante las dificultades para financiar su casa de retiro de Hampshire, Leonardo DiCaprio y Kate Winslet, los protagonistas de Titanic, y el director James Cameron, decidieron ayudarla mediante una donación de 30 000 dólares al Fondo Millvina Dean, impulsado por el autor irlandés Don Mullan y creado en abril de 2009 para subsidiar los costes médicos de Dean.

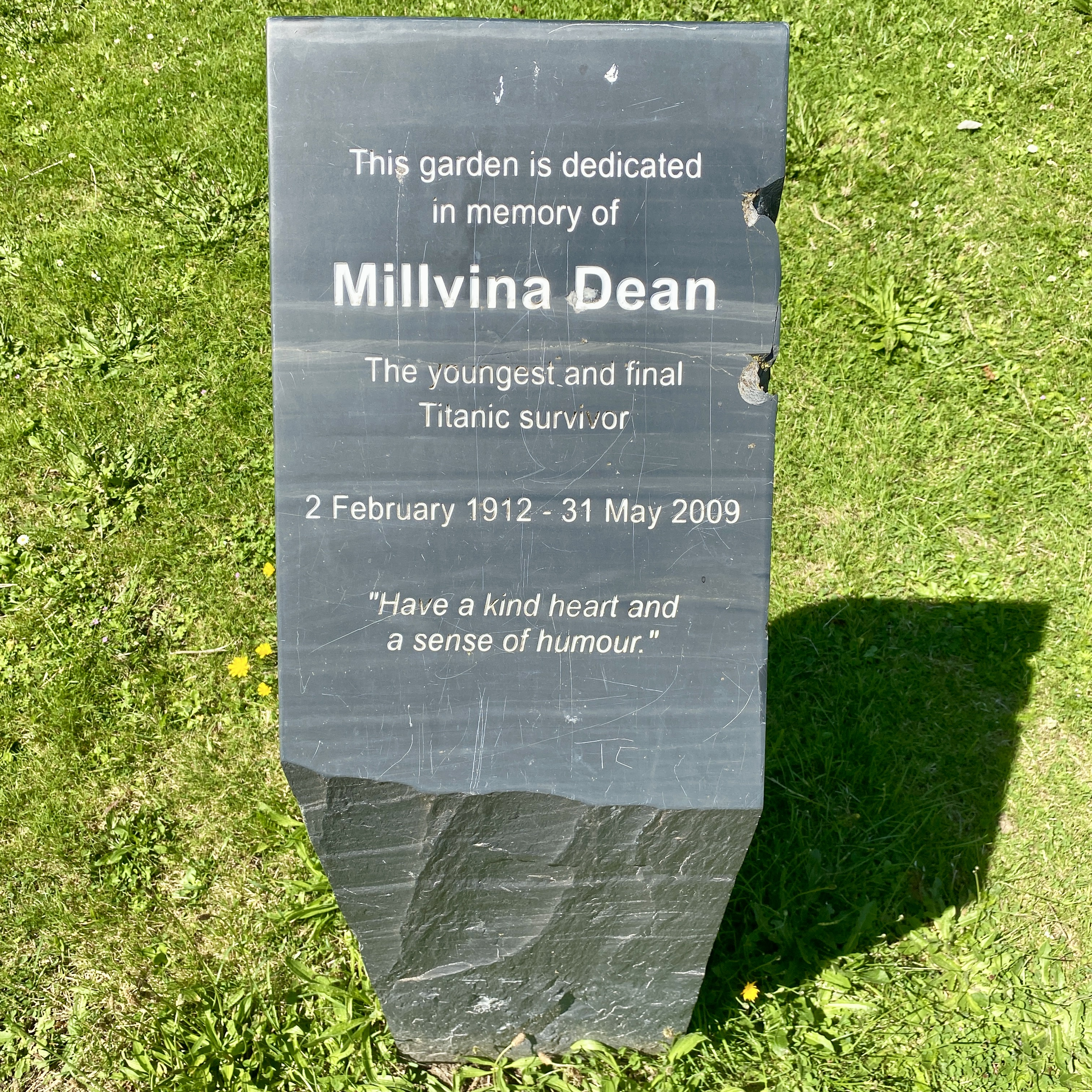
Piedra conmemorativa de Dean en Southampton.

Dean falleció en un asilo de ancianos en Ashurst, Hampshire en la mañana del 31 de mayo de 2009 a la edad de 97 años como causa de una neumonía, día en que se cumplía el 98.º aniversario desde que el Titanic había sido botado al mar. Sus restos fueron incinerados el 16 de junio y sus cenizas fueron, de acuerdo a sus deseos, arrojadas al mar en una lancha el 24 de octubre desde los muelles de Southampton, donde el Titanic inició su recorrido.